# West Point (Georgia)
West Point è una città degli Stati Uniti d'America, situata nella contea di Troup, nello Stato della Georgia. Secondo il censimento avvenuto nel 2000 ha una popolazione di 3.1833 persone.

## Geografia fisica
Warm Springs ha una superficie di 11,80 km², dei quali lo 0,30 km² è occupato da acque interne.